# Сапта-Бадрі
Сапта-Бадрі (санскр. सप्त-बद्री, Sapta Badri) — група з семи індуїстських храмів, присвячених Вішну, розташованих в регіоні Ґархвал індійського штату Уттаракханд. Головним храмом групи вважається Бадрінатх, весь список наведений нижче:
- Бадрінатх (बद्रीनाथ, Badrinath) або Бадрі-Вішал (बद्री-विशाल)
- Аді-Бадрі (आदि-बद्री, Adi Badri)
- Врідха-Бадрі (वृध-बद्री, Vridha Badri)
- Дх'ян-Бадрі (ध्यान-बद्री, Dhyan Badri)
- Ардха-Бадрі (अर्ध-बद्री, Ardha Badri)
- Бхавішья-Бадрі (भविष्य-बद्री, Bhavishya Badri)
- Йоґадхаян-Бадрі (योगध्यान-बद्री, Yogadhayan Badri).

Маршрут паломництва Панч-Бадрі (पंच-बद्री, Panch Badri) складається лише з п'яти храмів, за виключенням Ардха-Бадрі і Дх'ян-Бадрі (інколи Врідха-Бадрі). Інколи до групи включають Нарасінґх-Бадрі (नृसिंह-बद्री, Narasingh Badri).
За стародавніх часів доступ до головного храму, Бадрінатху, був можливий лише гірською стежкою через ягідний ліс (badri van), звідки й виникла назва «Бадрі», що означає «ягоди». До неї були додані суфікси всіх храмів Сапта-Бадрі.
Зараз до містечка Бадрінатх, де розташований головний храм, йде добра дорога, але вона закривається на зимовий період через значний сніговий покрив, з жовтня або листопада до квітня або травня, залежно від астрологічного календаря. Решта храмів розташовані у віддалених селищах, до деяких з яких і зараз можна дістатися лише гірською стежкою.